# Hilfskrankenhaus Oedeme
Das Hilfskrankenhaus Oedeme war ein voll ausgebautes Hilfskrankenhaus (HKH) in Oedeme, einem Stadtteil der Hansestadt Lüneburg.

## Geschichte
Das HKH Oedeme befand sich unter dem Gymnasium Oedeme Standort Süd (ehemals Oberschule) im Schulzentrum Oedeme. Es wurde in den Jahren 1970 bis 1975 für fünf Millionen D-Mark errichtet und im Oktober 1977 mit einer Großübung (Flugzeugabsturz über Kaltenmoor) eingeweiht. Das damalige Bundesamt für Zivilschutz drehte über diese Übung einen unveröffentlichten Film. Nach der Entwidmung dient das ehemalige Hilfskrankenhaus heute als Lagerraum bzw. als Magazin.

## Technisches
Das Hilfskrankenhaus Oedeme bot 398 Krankenbetten und 96 Personalbetten mit einer Schutzplatzkapazität für 2290 Personen auf rund 4000 Quadratmetern. Das Krankenhaus konnte diese Personen 14 Tage autark versorgen. Pro Patientenzimmer waren 24 Betten und pro Pflegerzimmer 12 Betten für Pfleger vorgesehen. 

## Finanzielles
Der Bund überweist jährlich 7000 € für den Unterhalt der tragenden Bauteile der Anlage. Dies ist notwendig, da sich über dem Baukörper des Hilfskrankenhauses die Oberschule befindet. Im Jahr 2008 wurden neue Nutzungsmöglichkeiten für das Bauwerk gesucht.